# Inovo
Inovo (cyr. Иново) – wieś w Serbii, w okręgu zajeczarskim, w gminie Knjaževac. W 2011 roku liczyła 59 mieszkańców.